# Ladislav Krejčí (Fußballspieler, 1992)
Ladislav Krejčí (* 5. Juli 1992 in Prag, Tschechoslowakei) ist ein tschechischer Fußballspieler.

## Karriere
Ladislav Krejčí startete seine Profikarriere 2010 bei Sparta Prag. Zuvor spielte er für die Jugend des Vereins. Mit diesem Verein holte er 2009/10 und 2013/14 den Meistertitel. Im Sommer 2016 wechselte er für eine Ablöse von vier Millionen Euro in die italienische Serie A zum FC Bologna. Nach vier Jahren in Italien wechselte er im Sommer 2020 zurück zu seinem Jugendklub Sparta Prag. Im Sommer 2023 wechselte er zum Ligakonkurrenten FC Hradec Králové.
Sein erstes Länderspiel machte er am 14. November 2012 gegen die slowakische Nationalmannschaft. Das Spiel konnte mit 3:0 gewonnen werden. Sein erstes Länderspieltor gelang ihm am 6. Februar 2013 im Spiel gegen die türkische Nationalmannschaft, welches mit 2:0 gewonnen wurde.
Bei der Fußball-Europameisterschaft 2016 in Frankreich wurde er als Stammspieler in das tschechische Aufgebot aufgenommen. Er gehörte zu den Spielern, die in allen drei Gruppenspielen über die volle Spielzeit auf dem Platz standen. Das Team erspielte dabei nur einen Punkt und schied als Gruppenletzter aus.

## Titel und Erfolge
Sparta Prag
- Tschechischer Meister (2): 2009/10, 2013/14